# سرطان كماني محزز
سرطان كماني محزز (الاسم العلمي: Uca crenulata) هو نوع من الحيوانات يتبع جنس السرطان الكماني من فصيلة السرطانات الشبحية.